# Rodzina Gambino
Rodzina Gambino (ang. Gambino Crime Family) – jedna z włoskich rodzin mafijnych działająca w Nowym Jorku. Wchodzi w skład Pięciu Rodzin, jest częścią utworzonego w 1931 roku Syndykatu tzw. „Nowej Mafii amerykańskiej”.
Rodzina Gambino zajmowała się głównie:
- wymuszeniami
- ściąganiem haraczy
- hazardem
- stręczycielstwem
- przemytem narkotyków
- morderstwami na zlecenie
- praniem brudnych pieniędzy

Poza tym brała udział w szeregu legalnych inwestycji, jak np: 
- wywozie toksycznych odpadów
- przejmowaniu związków zawodowych
- budownictwie i wytwarzaniu cementu
- operacjach giełdowych, przy czym często dochodziło do oszustw podatkowych i defraudacji.

Najlepszy okres jej działalności przypada na lata 70–80 XX w., kiedy rolę bossa sprawował charyzmatyczny Carlo Gambino, który był równocześnie przewodniczącym Komisji (wybrany na stanowisko podczas zjazdu bossów na Konferencji w Apalachin). Wówczas rodzina ta była najpotężniejszą organizacją o profilu przestępczym nie tylko w Nowym Jorku, ale i w całych Stanach Zjednoczonych.

## Historia Rodziny Gambino
Początki rodziny Gambino wiążą się z włoskim imigrantem, który miał powiązania z nowojorskim półświatkiem – Salvatorem „Toto” D’Aquilą, zastrzelonym przez zabójców, których opłacił Joe Masseria.
Nowym szefem został Alfredo „Al Mineo” Manfredi. Ów został zastrzelony w trakcie wojny castellammaryjskiej przez ludzi Salvatora Maranzana; podjął wcześniej – wbrew D’Aquili – współpracę z Masserią.
Po śmierci Manfrediego schedę przejął – na krótko bo od 1930 do 1931 roku – Frank Scalise, który stanął po stronie Maranzany w trakcie wojny castellammaryjskiej.
Po zakończonej wojnie castellammaryjskiej, Scalice został zmuszony do ustąpienia ze stanowiska (ocalił jednak życie), a szefem rodziny został Vincent Mangano. Pozostał na stanowisku do 1951 roku, gdy Albert Anastasia – za namową Franka Costella – przystąpił do rozprawienia się z nim. Vincent został najprawdopodobniej zamordowany w tym samym dniu (19 kwietnia 1951 roku) co jego młodszy brat – Philip „Phill” Mangano; ciała Vincenta nigdy jednak nie odnaleziono.
Tego samego roku Albert Anastasia przejął kontrolę nad rodziną dzięki poparciu Charlesa Luciano. „Szczęściarz” Luciano zdawał sobie doskonale sprawę z przydatności psychopatycznego socjopaty, jakim był Anastasia, i powierzył mu kierowanie Korporacją Morderców wzorowaną na Murder, Inc. – zbrojnym skrzydle Mafii, która miała zająć się eliminacją wszystkich tych, którzy narazili się bossom. Z czasem jednak Anastasia zyskał przydomek „Szalonego Kapelusznika” – dzięki swej brutalności i kapeluszowi z piórkiem, który zawsze nosił.
Anastasia stał się zbyt ambitny i zbyt niebezpieczny dla Luciana, który w porozumieniu z Meyerem Lanskym i Frankiem Costellem zlecił zamordowanie „Szalonego Kapelusznika”.
Anastasia pozostał bossem rodziny do 25 października 1957, kiedy zastrzelono go w salonie fryzjerskim na rogu 56 ulicy i 7 Alei w Nowym Jorku.
Wedle szacunków Korporacja Morderców (wcześniej Murder, Inc. – rozwiązana po roku 1941 w związku ze zdradą Abe’a Relesa), którą współtworzył, zabiła w czasie swego istnienia od 400 do nawet 500 ludzi. Przez rozgłos, jaki Anastasia nadał rodzinie Gambino, wymiar sprawiedliwości zaczął się jej przyglądać bliżej, co było nie na rękę głównodowodzącym amerykańską cosa nostrą.

### „Złoty Wiek” – Don Carlo
Następcą Anastasii został sprzymierzony z Lucianem Carlo Gambino, który na spotkaniu wszystkich bossów urządzonym przez Vita Genovesego w Apalachin przejął oficjalnie kontrolę nad rodziną w 1957 roku i pozostał donem aż do 1976 r. Jest oceniany jako najlepszy boss rodziny – był najbardziej szanowany ze wszystkich przywódców i wręcz uwielbiany przez podwładnych. Uważał, że rodzina powinna przestrzegać zasad i kierować się honorem w swoich działaniach. Zabronił, pod karą śmierci, wszystkim przynależącym do rodziny handlu narkotykami. Mówiono o nim, że jest „starcem rządzącym Wulkanem”. Oprócz szacunku i uznania w organizacji cieszył się powszechnym szacunkiem zwyczajnych ludzi, gdyż często im pomagał (jest jednym z pierwowzorów, na którym oparto postać dona Vita Corleone z „Ojca Chrzestnego”). Carlo Gambino nie był osobą z marginesu jak większość jego współtowarzyszy. Zaczynał w dzielnicy, gdzie możliwe były dwie drogi – praca robotnika lub kariera przestępcy. Carlo wybrał życie ulicznika, jednak od najmłodszych lat wykazywał się wielką charyzmą i inteligencją, dzięki czemu jego nazwisko nie widniało w aktach policyjnych – Gambino wyznawał zasadę: „jeżeli coś robisz, a nie jest to zgodne z prawem, rób to rozsądnie”. Poza tym był Włochem, co dawało mu możliwość przyłączenia się do Mafii. Fakt niekaralności pomógł mu wiele razy – inni zaś ścigani przez prawo byli na celowniku NYPD i FBI.
Carlo Gambino zamienił rodzinę w najbardziej dochodową organizację w mieście, a później w całym USA. Gambino nigdy nie odsiadywał wyroków – policja przymykała oko na jego działalność, wiedząc, że jego „firma” gwarantuje porządek na ulicach i pokój między drobnymi, kontrolowanymi przez nią gangami.
Kiedy Carlo był na łożu śmierci w 1976 r., na zastępcę wybrał szwagra Paula Castellano. Ruch Carla nie spodobał się frakcji wspierającej Aniella Dellacrocego, jednak sam Dellacroce nie sprzeciwił się woli dona. Dellacroce był zastępcą w hierarchii od 1965 r. i wszyscy myśleli, że to on zostanie nowym donem, gdyż cieszył się powszechnym szacunkiem. Aprobując postanowienie Carla Gambiny, Castellano mianował go zastępcą, czyli powierzył mu drugie miejsce w rodzinie. Paul Castellano uważany był za biznesmena, nie za gangstera; rzadko opuszczał swoją posiadłość na Wzgórzach Todt na Wyspie Staten. Żołnierze i kapitanowie rodziny zaczynali się niepokoić ze względu na brak reakcji nowego dona. Rodzina była w kryzysie, brak gotówki i nielegalnych interesów odbiły się na „Wielkim Paulu” (ang. „Big Paul”). Poza tym członkowie rodziny czuli, że Castellano tracił z nimi kontakt, uważając się za lepszego, lub chcąc odciąć się od przestępczej działalności.

### Kryzys w rodzinie
16 grudnia 1985 roku Paul Castellano i jego ochroniarz Thomas Bilotti zostali zamordowani przed Sparks Steak House w Nowym Jorku. Akcję tę zorganizował John Gotti, będący kapitanem rodziny. Cieszył się powszechnym szacunkiem i lojalnością swoich ludzi. Zaczynał jeszcze za czasów Gambiny, jego mentor, Dellacroce, w zasadzie usynowił go, ucząc przestępczego fachu. Jednak ambitny Gotti nie umiał się pogodzić z ostatnią wolą don Carla i rządami nieudolnego „Wielkiego Paula”. Wiedząc, że nie może zabić starego dona w czasie kiedy żyje jego mentor, poczekał na śmierć uwielbianego przez siebie Dellacrocego. Ten umarł dwa tygodnie przed morderstwem Castellana. Nie mając niczym skrępowanych rąk, zorganizował udany zamach na szwagra don Carla.

### Rządy Johna Gottiego
Gotti przejął kontrolę nad rodziną i znany był jako „Szykowny Don” (przydomek ten wziął się stąd, że uwielbiał pokazywać się publicznie w drogich garniturach, w otoczeniu gwiazd, polityków – łamiąc zasadę Gambiny o jak najmniejszym rozgłosie). Trafił nawet na okładkę „Time’a”. Nazywano go również „Teflonowym Donem”, gdyż wielokrotnie oskarżany zawsze opuszczał salę sądową bezkarnie.
Za panowania Gottiego hierarchia trochę się zmieniła. Zastępcą był niedawny żołnierz Johna Gottiego, Salvatore „Sammy Byk” Gravano, a consiglierem – Frankie „Frankie Krokodyl” Locascio. Ta trójka była zamieszana w poważne morderstwo; w chwili złapania wszyscy trzej od razu zostali postawieni w stan oskarżenia. Gravanie przedstawiono dowody jego winy i zgodził się zeznawać w zamian za mniejszą karę (groziło mu min. 25 lat.) – został skazany za wszystkie 19 morderstw, z czego odsiedział tylko 5 lat. W 1992 r. Gotti został skazany, a nagrania wykonane przez FBI obciążyły go i dostał wyrok dożywocia w więzieniu federalnym w Marion, gdzie zmarł na raka w 2002 roku.